# Dietlind Grabe-Bolz
Dietlind Grabe-Bolz (* 19. Juni 1957 in Kassel als Dietlind Grabe) ist eine deutsche Musikerin, Pädagogin und Politikerin (SPD). Von 2009 bis 2021 war sie Oberbürgermeisterin der Stadt Gießen.

## Ausbildung
Dietlind Grabe-Bolz lebt seit ihrem fünften Lebensjahr in Gießen, wo sie auch zur Schule ging und 1976 ihr Abitur an der Gesamtschule Gießen-Mitte ablegte. Anschließend studierte sie von 1976 bis 1982 die Fächer Politik und Deutsch für das Lehramt an Gymnasien an der Justus-Liebig-Universität. Nach dem Bestehen der Ersten Staatsprüfung für das Lehramt an Gymnasien mit Auszeichnung absolvierte sie von 1982 bis 1984 ihr Referendariat an der Gesamtschule Hungen. Daran schloss sich die Zweite Staatsprüfung für das Lehramt an Gymnasien an, die Grabe-Bolz mit „Gut“ bestand. Von 1984 bis 1987 studierte sie Musik an der Gesamthochschule Kassel und schloss die Erweiterungsprüfung Musik für das Lehramt an Mittel- und Oberstufen mit Auszeichnung ab.

## Berufliche und nebenberufliche Tätigkeiten

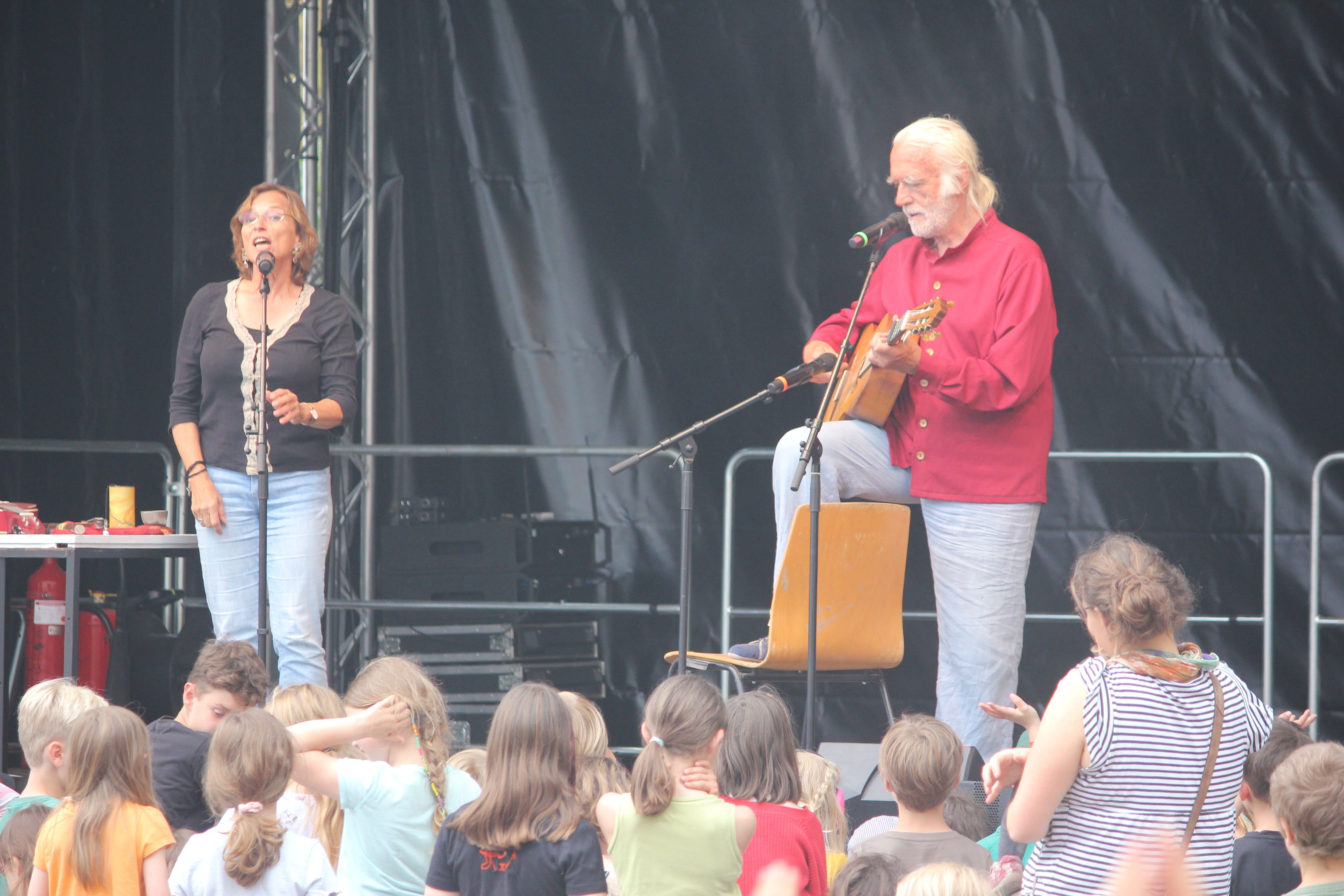
Dietlind Grabe-Bolz und Fredrik Vahle, Open Ohr Festival 2022

Seit 1979 arbeitet Dietlind Grabe-Bolz mit dem Kinderliedermacher, Autor und Sprachwissenschaftler Fredrik Vahle bei Konzerten (als Musikerin), Tonaufnahmen (bisher etwa 20 CDs und MCs) sowie Seminaren, unter anderem bei den Goethe-Instituten in Bordeaux, Amsterdam, Manchester und Thessaloniki, zusammen.
In den Jahren 1987 bis 1988 war sie als wissenschaftliche Hilfskraft am Zentrum für interdisziplinäre Lehraufgaben an der Justus-Liebig-Universität Gießen tätig und nahm dort von 1992 bis 1994 einen Lehrauftrag am Fachbereich Politikwissenschaften wahr.
1994/1995 leitete Grabe-Bolz Volkshochschulkurse „Deutsch als Fremdsprache“ an der Volkshochschule Gießen. Seit 1988 arbeitet sie als hauptamtliche pädagogische Mitarbeiterin an der Kreisvolkshochschule in Gießen.

## Politische Tätigkeiten
Seit 1976 ist Dietlind Grabe-Bolz Mitglied in der SPD. Sie war seitdem in verschiedenen Tätigkeiten und Funktionen bei den Jungsozialisten, der Juso-Hochschulgruppe, dem SPD-Ortsverein Gießen-Süd und dem SPD-Stadtverband aktiv, unter anderem war sie Juso-Unterbezirksvorsitzende und Pressesprecherin im Ortsverein Gießen-Süd. Darüber hinaus ist Grabe-Bolz seit 2006 als Vorstandsmitglied des SPD-Unterbezirkes aktiv.
Sie ist seit 1994 Stadtverordnete in der SPD-Fraktion der Gießener Stadtverordnetenversammlung mit verschiedenen Schwerpunkten und Aufgaben. Sie war stellvertretende Fraktionsvorsitzende und bildungspolitische Sprecherin. Derzeit ist sie Mitglied im Aufsichtsrat des Stadttheaters, im Aufsichtsrat der Stadtwerke Gießen, im Beirat der Musikschule sowie im Beirat zur Benennung von Straßen und Plätzen. Seit 2004 ist Grabe-Bolz Fraktionsvorsitzende. Im Oktober 2008 wurde sie mit mehr als 97 Prozent der abgegebenen Stimmen als Kandidatin der SPD für die Gießener Oberbürgermeisterdirektwahl am 7. Juni 2009 bestimmt.
Am 7. Juni 2009 wurde Dietlind Grabe-Bolz dann mit 55,5 Prozent der Stimmen zur Oberbürgermeisterin der Stadt Gießen gewählt. Ihr Gegenkandidat und bisheriger Amtsinhaber Heinz-Peter Haumann (CDU) unterlag mit 44,5 Prozent der Stimmen. Sie wurde am 19. November 2009 vor der Stadtverordnetenversammlung vereidigt und trat ihr Amt am 13. Dezember 2009 an. Haumanns Amtszeit endete am 12. Dezember 2009. Bei der Direktwahl am 14. Juni 2015 wurde Dietlind Grabe-Bolz mit 53,6 % der abgegebenen Stimmen bei drei Gegenkandidaten im ersten Wahlgang im Amt bestätigt. Die Wahlbeteiligung betrug 30,4 %. Im Januar 2021 kündigte sie an, bei der Oberbürgermeisterwahl im September 2021 nicht erneut kandidieren zu wollen. Sie übergab ihr Amt am 10. Dezember 2021 an ihren Nachfolger Frank-Tilo Becher (SPD).

## Privatleben
Dietlind Grabe-Bolz ist mit dem Zahnarzt Ulrich Bolz verheiratet und Mutter zweier erwachsener Töchter.